# Пјан д’Алма
Пјан д'Алма (итал. Pian d'Alma) је насеље у Италији у округу Гросето, региону Тоскана.
Према процени из 2011. у насељу је живело 24 становника. Насеље се налази на надморској висини од 18 м.